# Аэростат (радиопрограмма)
«Аэроста́т» — еженедельная авторская программа музыканта Бориса Гребенщикова (лидера группы «Аквариум»).
Трансляция передачи велась с 2005 по 2022 гг. на «Радио России» и на радиостанции «Культура», с 2022 ведётся на радио «Эхо» и в интернете. На 13 октября 2024 года вышло 1010 выпусков.
В каждом выпуске «Аэростата» звучат музыкальные композиции, между которыми слово берёт ведущий — Борис Гребенщиков. Обычно он комментирует играющую музыку, рассказывает историю её создания, повествует о жизни музыкантов (и не только), а иногда говорит на совершенно другие (к примеру, философские) темы и делится своими мыслями и наблюдениями.

## Музыка
Радиопередача в основном посвящена альтернативной музыке и рок-музыке мира (в том числе — российской), не вписывающейся в рамки современных СМИ (в том числе: «классическая» англо-американская рок-музыка 1960—1970-х годов, русский рок, панк-рок, рок-н-ролл, электронная музыка, инди-рок, world music). Иногда в программе звучат классическая музыка, поп-музыка, метал, джаз, фолк, музыка начала XX века, рождественские песни, а также музыка самого Гребенщикова и его группы «Аквариум». Некоторые выпуски целиком посвящены новым песням и альбомам, в том числе новых и малоизвестных групп.

## Музыкальная тема в начале и конце программы
В заставке программы используется композиция «Prelude», открывающая альбом A Beard Of Stars (1970) группы T. Rex. В конце программы звучит «A Beard Of Stars» с того же альбома той же группы. Этому альбому посвящён 401-й выпуск передачи.

## Распространение в интернете
В данный момент все выпуски «Аэростатов» доступны на сайте, поддерживаемом сообществом поклонников передачи.
До конца 2014 года все выпуски «Аэростата» были доступны на сайте «Russian Podcasting». В связи с прекращением работы сайта «Russian Podcasting» программа сменила площадку на PodFM.ru
На старом сайте рок-группы «Аквариум» была отдельная рубрика «Радио Аэростат» с примерными текстами всех выпусков «Аэростата» и полным списком звучавших в них музыкальных композиций.
Подкаст доступен для прослушивания через специальные приложения под платформы Android и iOS.

## Книги
С выходом книги «Аэростат: Течения и земли» в конце 2008 года начинается новая серия, содержащая в себе стенограммы радиопередач.
Выпущенные книги серии:
- «Аэростат: Течения и земли» (2008, октябрь)
- «Аэростат: Воздухоплаватели и Артефакты» (2009, март)
- «Аэростат: Параллели и Меридианы» (2009, август)
- «Аэростат 4: Вариации на тему Адама и Евы» (2012, сентябрь)